# Indépendants pour l'Europe des nations
Les Indépendants pour l'Europe des nations (I-EN) était un groupe politique eurosceptique du Parlement européen de 1996 à 1999.

## Historique
Le groupe fut formé le 20 décembre 1996, succédant ainsi au Groupe pour l'Europe des nations.
En 1999, ses membres fondèrent le Groupe pour l'Europe des démocraties et des différences.

## Composition
| Pays        | Parti                                         | Sièges |
| ----------- | --------------------------------------------- | ------ |
| Danemark    | Mouvement de juin                             | 2      |
| Danemark    | Mouvement populaire contre l'Union européenne | 2      |
| France      | Mouvement pour la France                      | 8      |
| Pays-Bas    | Fédération politique réformatrice             | 1      |
| Pays-Bas    | Ligue politique réformée                      | 1      |
| Royaume-Uni | Parti unioniste d'Ulster (À partir de 1997)   | 1      |